# Концерт для фортепіано соло (Алькан)
Концерт для фортепіано соло (фр. Concerto pour piano seul) — музичний твір для фортепіано соло, написаний французьким композитором Шарлем Валентеном Альканом. Концерт складається з трьох частин, які входять до циклу з 12 фортепіанних творів під назвою Douze études dans tous les tons mineurs, op. 39 (Дванадцять етюдів у всіх мінорних тональностях, тв. 39), опублікованого в 1857 році (хоча, можливо, він був написаний кількома роками раніше).
Розділи твору позначені як Tutti, Solo і Piano, що вимагає від виконавця виконувати партію як оркестру, так і соліста. У творі використовується прогресивна тональність, починаючи з соль-дієз мінору і закінчуючи фа-дієз мажором, оскільки частини концерту є трьома послідовними елементами (8-10) циклу з 12 етюдів, тональність кожного з яких на чисту кварту вища, ніж у попереднього.
Виконання твору займає близько 50 хвилин. Алькан дозволив скорочувати твір, щоб отримати «un morceau de concert, d'une durée ordinaire» (концертний твір нормальної тривалості). Можливо, сам композитор виконав лише першу частину у такому скороченому варіанті на концерті в Парижі в 1880-х роках. Лише в 1939 році Еґон Петрі виконав цей твір повністю під час трансляцій BBC.
Адріан Корлеоніс вважає Концерт для фортепіано соло Алькана найбрутальнішим фортепіанним твором до часів композиторської творчості Кайхосру Сорабджі та Ферруччо Бузоні.

## Опис

### Перша частина
Перша частина, виконання якої займає майже півгодини, складається з 1342 тактів (піаніст Джек Гіббонс зауважив, що «перша частина містить більше тактів, ніж уся соната „Хаммерклавір“ Бетховена») і позначена як Allegro assai. ЇЇ виконання вимагає величезної фізичної витривалості від піаніста та чудових технічних навичок гри, зокрема вміння виконувати арпеджіо, октави, гами, стрибки, граційні ноти, чергування рук, швидку зміну блок-акордів, тремоло та трелі, що виконуються четвертим і п'ятим пальцями під час гри мелодії тією ж рукою. Форма твору залишається близькою до класичної сонатної, але розділи експозиції та розробки значно розширені.
|                                 |
| Початок першої частини концерту |

|                                    |
| Друга тема першої частини концерту |

Початкові такти, що становлять першу тему, позначені як quasi-trombe (як труби). Такі позначки часто з'являються по всій партитурі, щоб вказати оркестровий інструмент, який піаніст має зімітувати. Після викладу цієї теми починається контрастна, більш лірична друга тема. Вона використовується як контраст як до першої теми, так і загалом до будь-яких складних віртуозних пасажів.
Третя тема, більш героїчна за своєю природою і в мажорній тональності, з'являється після розробки перших двох тем. Вона має шопенівський, квазіімпровізаційний характер. Примітною особливістю частини є дуже розширений пасаж на постійній «педальній» ноті соль-дієз, що передує репризі.

### Друга частина

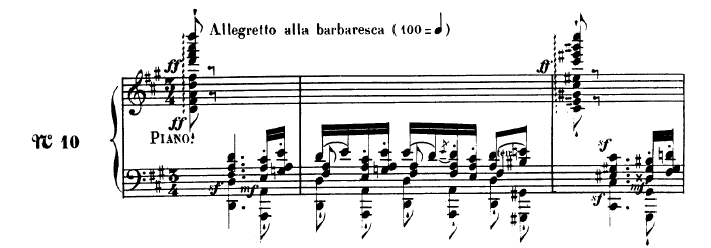
Початок третьої частини концерту

Друга частина позначена як Adagio. Вступна секція позначена quasi-celli (як віолончель).

### Третя частина
Остання частина під назвою Allegretto alla barbaresca починається в «неправильній» тональності ре мажор та має технічні труднощі, які можна порівняти з першою частиною, включаючи більші стрибки та більш повсюдне використання поліритмії 3:4. Один пасаж містить унікальне позначення quasi-ribeche, тобто як ребек, середньовічний струнний інструмент, що походить від арабського ребабу.

## Оркестрування
Першу частину Концерту оркестрував Карл Кліндворт. Перша її версія була зроблена в 1872 році (зараз вона знаходиться в бібліотеці Королівського музичного коледжу в Лондоні) і була представлена самому Алькану незадовго до його смерті, будучи схваленою Гансом фон Бюловим. Кліндворт створив другу версію, яка була виконана в Берліні в 1902 році під його диригуванням, а солістом був Хосе Віана да Мотта, якому ця версія була присвячена. Оркестрована версія вільно поводиться з оригіналом, розширючи, скорочуючи або змінюючи багато уривків. Запис версії Кліндворта 1902 року був виданий у 1997 році лейблом Naxos Records із солістом Дмитром Феофановим.
Інші спроби оркестрування Концерту робили можливий син Алькана Елі Міріам Делаборд та американський композитор Марк Старр.

## Відгуки
Піаніст Джек Гіббонс так сказав про увесь цикл етюдів:
|  | Стиль і форма музики набувають монументальної якості — багаті, щільні текстури та гармонії, часто приправлені впливами єврейської музики, які часто охоплюють усю клавіатуру — створюють в уяві звуковий світ цілого оркестру та навантажують виконавця, як фізично, так і розумово, до межі. Оригінальний текст (англ.) The style and form of the music take on a monumental quality — rich, thickly set textures and harmonies, often spiced with influences from Jewish music, and frequently encompassing the entire keyboard — conjure up the sound world of a whole orchestra and tax the performer, both physically and mentally, to the limit. |

## Дискографія
Існує ряд записів твору, зокрема Джека Гіббонса, Марка-Андре Амлена, Джона Огдона, Марка Латімера, Рональда Сміта, Стефані Маккаллум, Вінченцо Мальтемпо та Стефані Ельбаз.

### Виконання
- Виконання Джека Гіббонса на YouTube:
  - Перша частина
  - Друга частина
  - Третя частина
- Виконання Вінченцо Мальтемпо на YouTube
- Виконання Стефані Ельбаз на YouTube